# Ljungby landskommun, Kalmar län
Ljungby landskommun var en kommun i Kalmar län.

## Administrativ historik
Kommunen inrättades som landskommun i Ljungby socken i Södra Möre härad i Småland när 1862 års kommunalförordningar trädde i kraft. Den uppgick 1952 i Ljungbyholms landskommun, som sedan 1971 uppgick i Kalmar kommun.

## Politik

### Mandatfördelning i Ljungby landskommun 1938-1946
| 14 | 10 |  |

| 25 |

| 13 | 11 |  |

| 25 |

| 14 | 4 |  | 6 |

| 23 |